# Yusuf Akbulut
Yusuf Akbulut (Syrisch: ܝܘܣܦ ܐܟܒܠܛ ) is een Syrisch-orthodoxe priester van de Moeder Godskerk in Diyarbakır, Turkije.
Hij werd in 2000 gearresteerd door de Turkse autoriteiten nadat hij in een kranteninterview naar voren bracht dat hij geloofde dat Armeniërs, Syriërs en Grieken slachtoffers waren van een genocide door het Ottomaanse Rijk.
Yusuf Akbulut, geboren te (Hah), een dorp in het district Midyat, werd in oktober 2000 benaderd door verslaggevers van de Turkse krant Hürriyet en werd ondervraagd over zijn standpunten ten aanzien van de Armeense Genocide. Akbulut antwoordde dat niet alleen de Armeniërs maar ook Syriërs afgeslacht waren. Als gevolg van zijn antwoord na openbaarmaking hiervan, werd hij gearresteerd en beschuldigd van het aanzetten tot rassenhaat. Hij werd vrijgelaten nadat Turkije onder druk werd gezet door mensenrechtenorganisaties en campagnes georganiseerd door de Syriërs, Armeniërs en Grieken.
In december 2009 kwam Akbulut wederom in het nieuws nadat door nog onbekende mannen geëist werd dat hij de kerktoren van zijn kerk moest afbreken. Dit gebeurde naar aanleiding van het referendum in Zwitserland over het minaretverbod.

De Aramese Beweging voor Mensenrechten (ABM) heeft over de kwestie de noodklok geluid. De organisatie heeft brieven gestuurd aan de Tweede Kamerleden Voordewind (CU) en Omtzigt (CDA) en aan leden van het Europese Parlement.
De Assyrische Democratische Organisatie afdeling Nederland heeft een delegatie naar Turkije gestuurd om het proces bij te wonen.